# Warszów (gromada)
Warszów – dawna gromada, czyli najmniejsza jednostka podziału terytorialnego Polskiej Rzeczypospolitej Ludowej w latach 1954–1972.
Gromady, z gromadzkimi radami narodowymi (GRN) jako organami władzy najniższego stopnia na wsi, funkcjonowały od reformy reorganizującej administrację wiejską przeprowadzonej jesienią 1954 do momentu ich zniesienia z dniem 1 stycznia 1973, tym samym wypierając organizację gminną w latach 1954–1972.
Gromadę Warszów z siedzibą GRN w Warszowie (obecnie w granicach Świnoujścia) utworzono – jako jedną z 8759 gromad na obszarze Polski – w powiecie wolińskim w woj. szczecińskim na mocy uchwały nr V/52/54 WRN w Szczecinie z dnia 5 października 1954. W skład jednostki wszedł obszar dotychczasowej gromady Klicz ze zniesionej gminy Przytór oraz miejscowości Chorzelin i Warszów, które wyłączono z miasta Świnoujścia w tymże powiecie. Dla gromady ustalono 27 członków gromadzkiej rady narodowej.
13 listopada 1954, po pięciu tygodniach, gromadę Warszów zniesiono w związku z nadaniem jej statusu osiedla (31 grudnia 1959 osiedle Warszów włączono ponownie do Świnoujścia).